# Romanisches Café

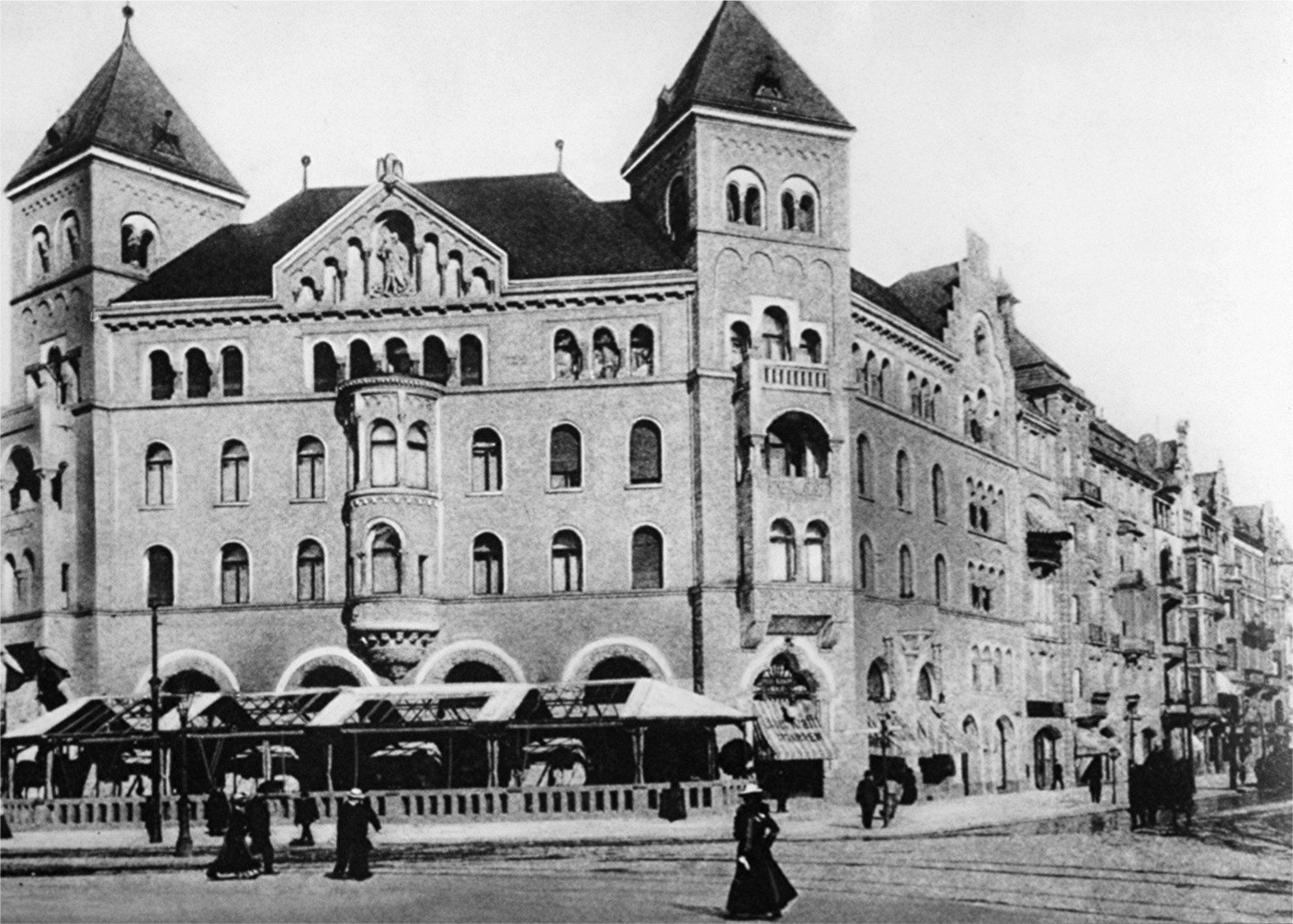
Romanisches Haus, 1900.

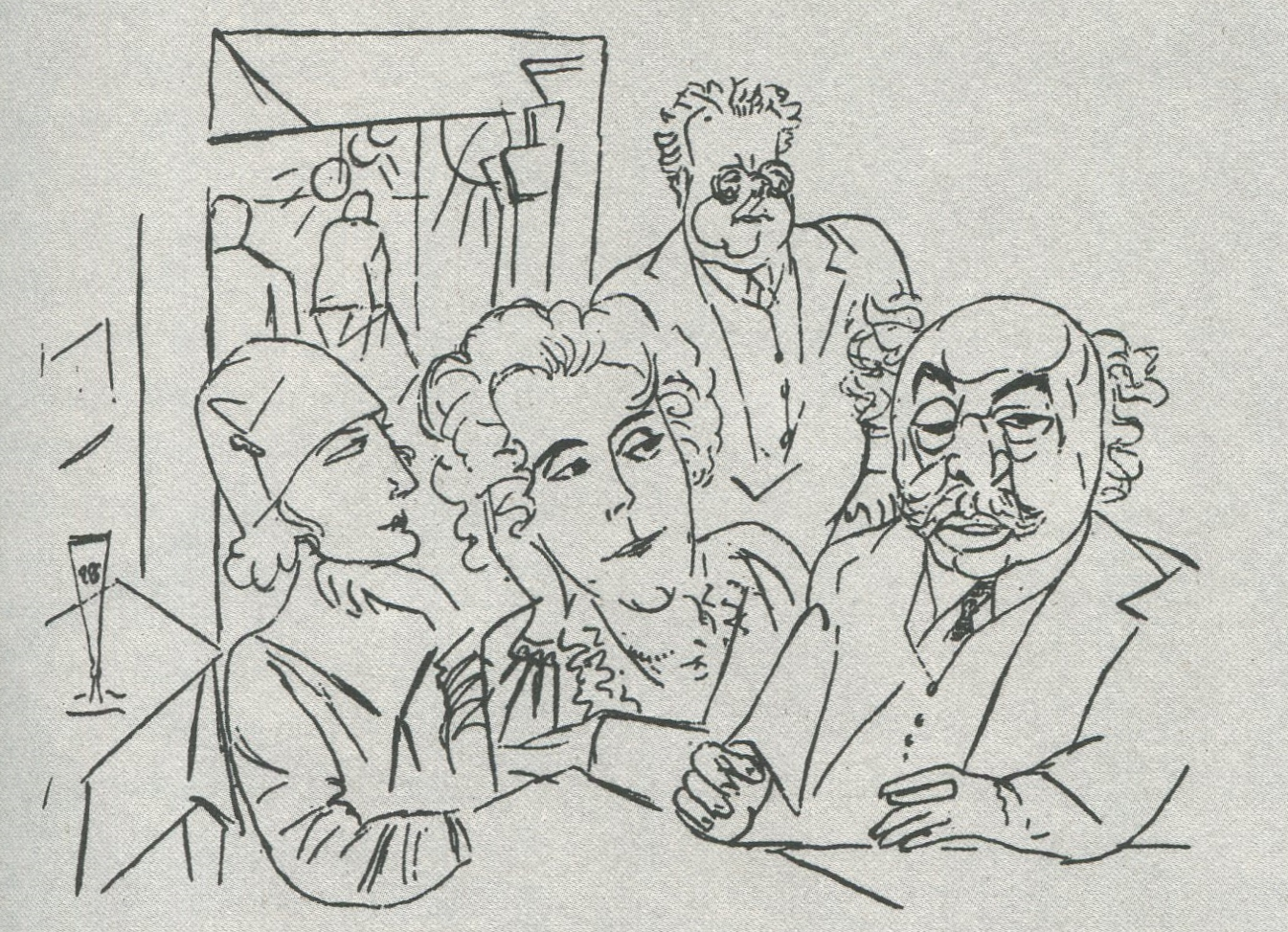
Reunión en el Romanisches Café, dibujo de Rudolf Grossman, 1927.

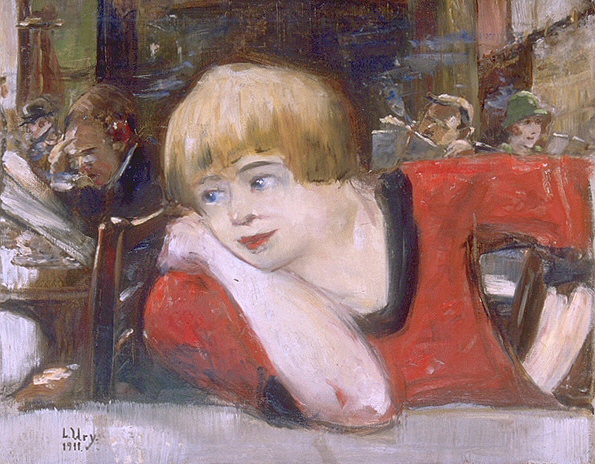
Lesser Ury, Una joven en el Romanischen Café, 1911.

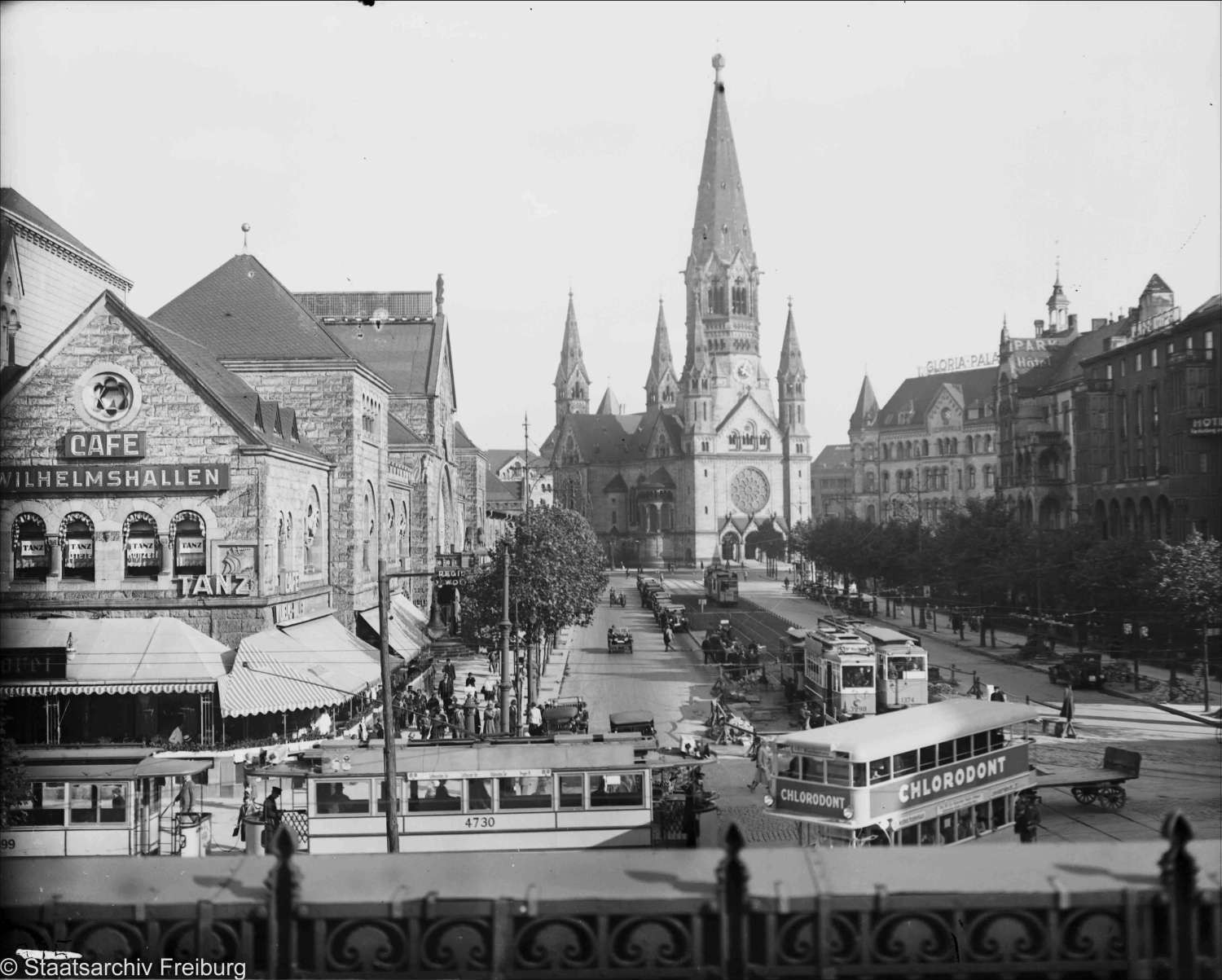
Hardenbersgstrase de Berlín en 1926, el café a la izquierda.

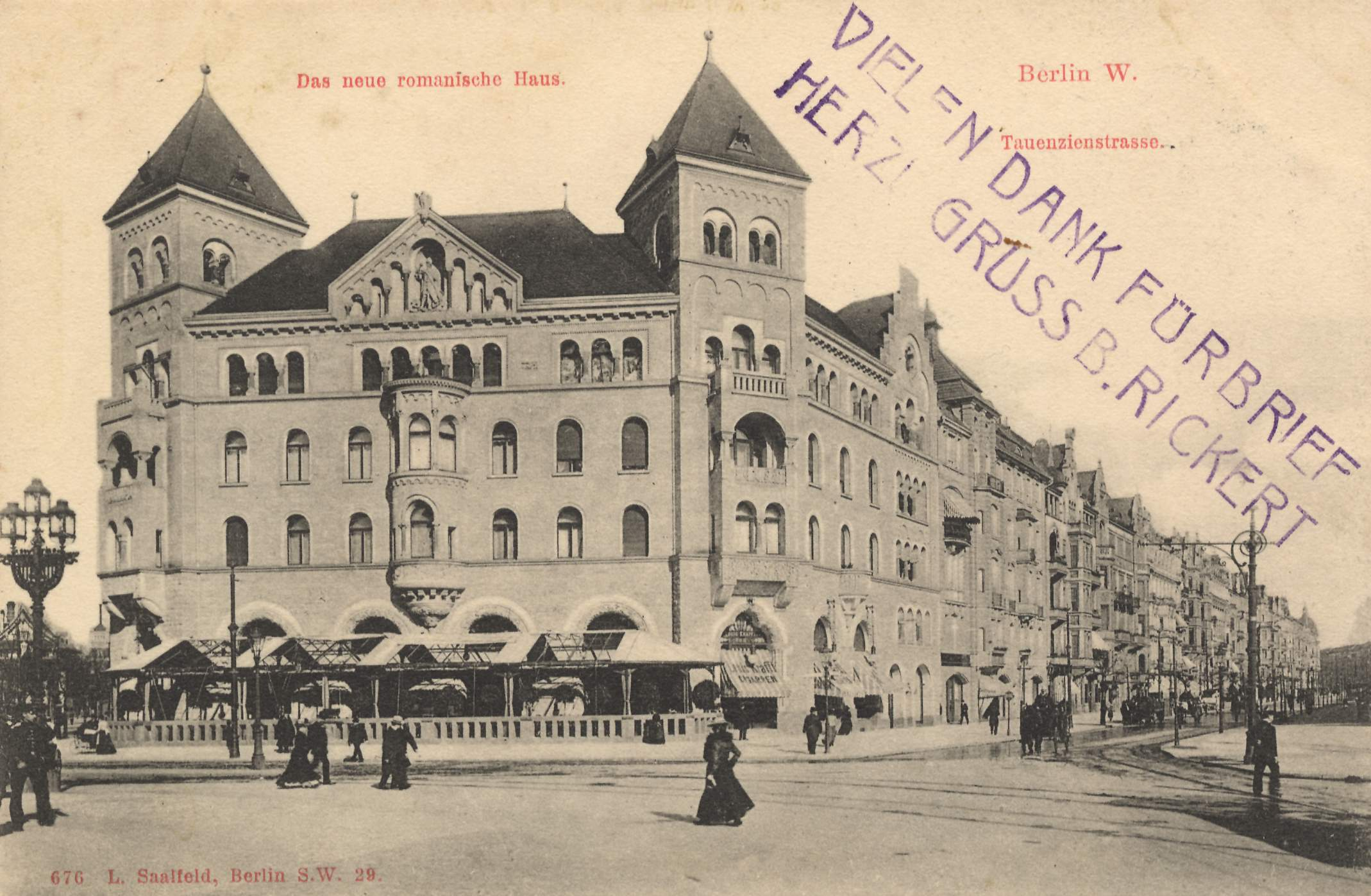
Romanisches Haus en una tarjeta postal, 1900.

El Romanisches Café fue un café en Berlín célebre reducto donde confluían artistas e intelectuales, se ubicó en lo que hoy es Breitscheidplatz hacia el final de la Kurfürstendamm en Charlottenburg zona hoy denominada Budapester Straße. 

## Historia
Situado en la famosa Romanisches Haus, de estilo neorrománico construida entre 1897 y 1899 por Franz Schwechten, el mismo arquitecto de la  Iglesia Memorial Kaiser Wilhelm situada enfrente.  Eran dos torres en la Auguste-Viktoria-Platz (hoy Breitscheidplatz), donde hoy se halla el Europa-Center. 
En principio fue sede del Hotel Kaiserhof y el café propiamente edicho no abrió sus puertas hasta 1916. Al cerrar el Café des Westens en 1915, se volvió rápidamente en el favorito de la bohemia berlinesa y la intelligentsia.
Hacia el final de la República de Weimar, fue perdiendo importancia. Ya en 1927 los nazis instigaron una revuelta en la Kurfürstendamm centrándose en el odio hacia los intelectuales de izquierda que se reunían allí. Estuvo en su apogeo entre 1925 y 1933, cuando los nazis lo vandalizaron perdiendo así su atractivo.
Para el ministro de propaganda Joseph Goebbels, "Los judíos bolcheviques están sentados en el Romanisches Café y urden ahí sus siniestros planes revolucionarios; por la noche invaden los locales de esparcimiento de la Kurfürstendamm, se dejan incitar al baile por orquestas de negros y se ríen de las miserias de la época".
En 1929–1930 Moriz Seeler coprodujo, junto con Heinrich Nebenzahl, el documental mudo Menschen am Sonntag (Los hombres del domingo), dirigido por Robert Siodmak (1900–1973) con participación de Billy Wilder (guion), Curt Siodmak, Fred Zinnemann(cámara), Edgar G. Ulmer, Eugen Schüfftan, protagonizado por Brigitte Borchert, Kurt Gerron y Erwin Splettstößer, y que mostraba una imagen cándida de la vida en la era de Weimar en Alemania, la cual estaba a punto de desaparecer; varias escenas fueron rodadas en el café, lugar que la inspiró.
Fue completamente arrasado durante uno de los bombardeos aliados en 1943 de la Segunda Guerra Mundial.
En 1965, en el Europa-Center un nuevo Romanisches Café se estableció en tributo, y desde 2012 pasó al flanco oeste de la Iglesia Memorial Kaiser-Wilhelm, Hardenbergstraße 28. Donde estuvo el original se levanta hoy el Hotel Waldorf Astoria im Zoofenster y su café se denomina "Roca".

## Literatura
- Francisco Uzcanga Meinecke, El café sobre el volcán, Ediciones K.O. 2017
- John Höxter: So lebten wir! 25 Jahre Berliner Bohème. Biko, Berlín 1929.
- Georg Zivier: Das Romanische Café. Erscheinungen und Randerscheinungen rund um die Gedächtniskirche. Haude & Spener, Berlín 1965.
- Wolfgang Koeppen: Romanisches Café. Erzählende Prosa. Suhrkamp, Frankfurt am Main 1972.
- Hermann-J. Fohsel: Im Wartesaal der Poesie. Else Lasker-Schüler, Benn und andere. Zeit- und Sittenbilder aus dem Café des Westens und dem Romanischen Café. Arsenal, Berlín 1996. ISBN 3-921810-31-0.
- Jürgen Schebera: Damals im Romanischen Café. Künstler und ihre Lokale im Berlin der zwanziger Jahre. Das Neue Berlin, Berlín 2005. ISBN 3-360-01267-4.
- Edgard Haider: Verlorene Pracht. Geschichten von zerstörten Bauten. Gerstenberg, Hildesheim 2006. ISBN 978-3-8067-2949-8.

## Clientes famosos
[cita requerida]
| - David Bergelson - Bertolt Brecht - Elisabeth Bergner - Otto Dix - Alfred Döblin - Elias Canetti - Albert Einstein - Hanns Eisler - George Grosz - Sylvia von Harden - Mascha Kaléko - Erich Kästner | - Alfred Kerr - Marlene Dietrich - Arthur Kronfeld - Else Lasker-Schüler - Peter Lorre - Thomas Mann - Josep Pla - Franz Pfemfert - Erich Maria Remarque - Joachim Ringelnatz - Joseph Roth - Ernst Toller - Kurt Tucholsky | - Konrad Wachsmann - Franz Werfel - Billy Wilder - Stefan Zweig - Gottfried Benn - Josef Block - Géza von Cziffra - George Grosz - Friedrich Hollaender - Mascha Kaléko - Erich Kästner - Egon Erwin Kisch | - Hugo Lederer - Else Lasker-Schüler - Max Liebermann - Paul Morgan - Franz Pfemfert - Christian Schad - Moriz Seeler - Renée Sintenis - Max Slevogt - Rudolf Steiner - Konrad Wachsmann - Kurt Gerron |